# Mediu omogen
Mediu omogen este un mediu material caracterizat prin aceea că proprietățile fizice și chimice în oricare punct al său sunt identice.
Noțiunea de omogenitate a mediilor este proprie domeniilor fizicii, chimiei, diverselor ramuri ale tehnologiei.Ea are o importanță în studiul caracteristicilor globale ale sistemelor și este descrisă cantitativ de diverși parametri fizici intensivi cum ar fi densitatea, concentrația, diferite distribuții de stări, etc.Opusul mediului omogen este mediul eterogen (neomogen sau inomogen), caracterizat prin dependența proprietăților de punct.
O condiție esențială a existenței omogenității unui mediu material este aceea ca el să fie un sistem închis și aflat într-o stare staționară.
Omogenitatea unui mediu material se definește în raport cu cel puțin o caracteristică (mărime) fizică, ea neavând caracter absolut, adică este posibil ca un mediu (sistem) să fie omogen în raport cu un parametru și să fie eterogen în raport cu alți parametri.Mediul material omogen este un model fizic, mediile naturale fiind în realitate mai mult sau mai puțin eterogene.